# Villaurbana
Villaurbana ist eine sardische Gemeinde mit 1448 Einwohnern (Stand 31. Dezember 2023) in der Provinz Oristano.

## Geografie
Das Dorf liegt zu Füßen der Berge Monte Grighine und Monte Arci. Letzterer ist mit 812 m der höchste Berg in Villaurbana und eigentlich ein erloschener Vulkankegel. In dem Gebiet findet man noch heute Reste von Obsidian. Die Landschaft ist aber eher von sanften Hügeln geprägt. 
Die Nachbargemeinden sind: Allai, Mogorella, Oristano, Palmas Arborea, Ruinas, Siamanna, Usellus und Villa Verde.

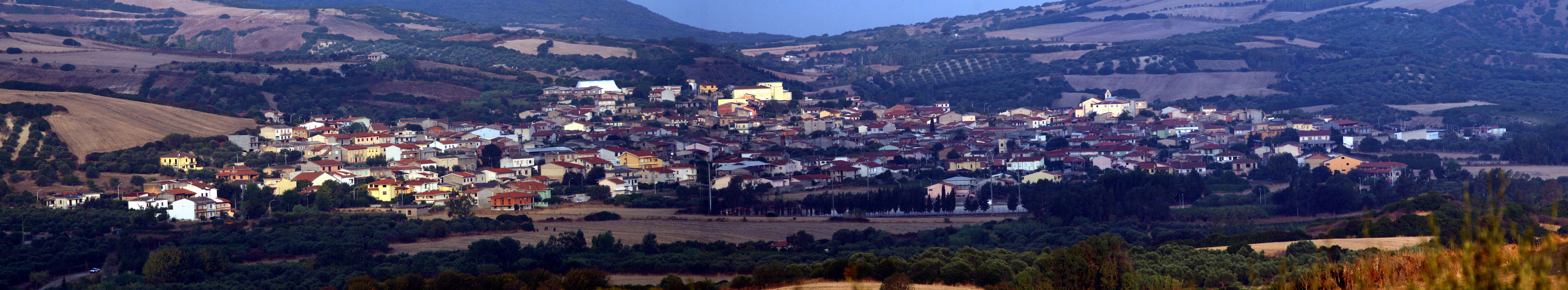
Panoramaaufnahme von Villaurbana

## Geschichte
Der Name des Dorfes stammt vom lateinischen Villa Urbis und bedeutet Städtische Villa. Dieser wurde von den römischen Einwohnern von "Forum Traiani" den heutigen Fordongianus gewählt, die in Villaurbana einen Ort fanden, wo man sich von der Plage der Malaria erholen konnte. Die Gründung des Ortes geht auf die Römerzeit zurück, den Beweis liefern die Reste eines Ackerweges, angrenzend an die Dörfer Usellus und Mogorella. 
Die zahlreichen Nuraghen, etwa 60 an der Zahl, beweisen aber noch ältere Siedlungen, ja bis zu der Bronzezeit.

## Sehenswürdigkeiten

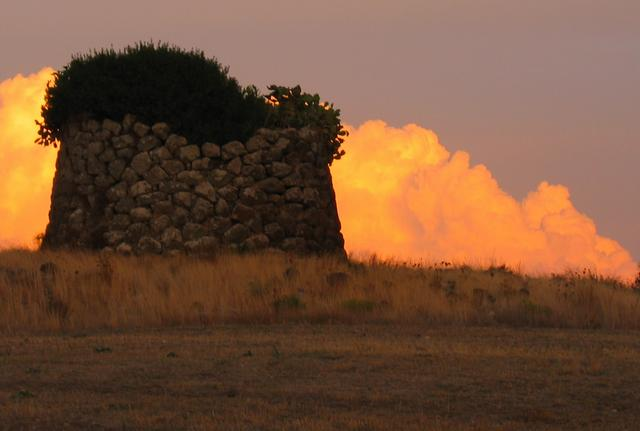
Die gut erhaltene Nuraghe von San Giovanni nahe Villaurbana

Einige nennenswerte Nuraghen, wo man zum Teil auch Bronzefiguren der Nuraghenkultur gefunden hat, sind San Giovanni, Bau Menda, Bidella, Cabras und Porcilis. 
Das heutige bewohnte Zentrum stammt aber aus der zweiten Hälfte des 12. Jahrhunderts. Die schlichte Kirche von Santa Margherita wurde 1712 auf Ruinen einer vorherigen Kirche erbaut, die aus dem 13. Jahrhundert stammt.

## Wirtschaft

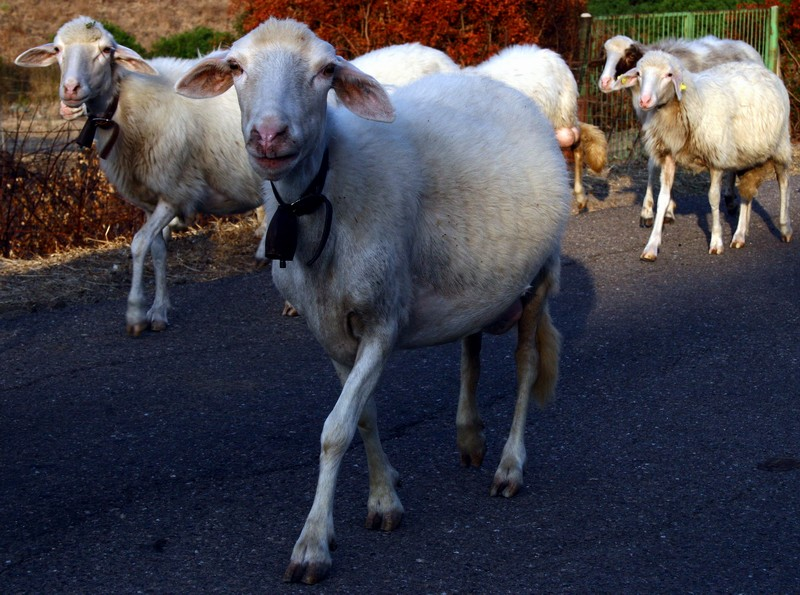
Sardische Schafe gehören zu den besten Milchrassen der Welt.

Villaurbana ist von der Landwirtschaft und handwerklichen Dienstleistungen wie zum Beispiel Baufirmen geprägt, aber auch eisenverarbeitende Kleinbetriebe und Tischlerwerkstätten sowie Marmor und anderen Stein verarbeitende Betriebe zählen zu den Einkommensquellen der Bevölkerung. Traditionell ist auch die Weiterverarbeitung von landwirtschaftlichen Erzeugnissen zum Beispiel von Weizen, Oliven, Weintrauben, Gemüse und geringfügig auch Obst sowie von Schafsmilch. Diese wird in örtlichen Kooperativen unter anderem zum sehr schmackhaften Pecorino sardo verarbeitet, der den Vergleich zum Grana Padano nicht zu scheuen braucht. 
Tourismus spielte lange Zeit keine Rolle. Doch vor einigen Jahren wurde mit der Einrichtung eines Agriturismo-Betriebes, welchen man mit dem deutschen „Urlaub auf den Bauernhof“ vergleichen kann, etwas für den wachsenden Fremdenverkehr unternommen. Dort werden Zimmer angeboten und selbstverständlich werden Mahlzeiten mit Produkten der eigenen Felder und Viehbetriebe angeboten. Massentourismus, wie man ihn von den Italienischen Küsten kennt, ist nicht vorhanden, weil unter anderem Villaurbana circa 25 km entfernt von der Küste ist. Dafür bestehen interessante Wanderwege, die von zahlreichen Naturquellen und Eichenwäldern umrahmt sind. 
Nicht zu vergessen sind auch die zahlreichen Gastarbeiter die europaweit arbeiten und einen Teil ihres im Ausland verdienten Geldes in ihrer Heimat in das Baugewerbe oder Immobilien investieren, wodurch die örtliche Bauwirtschaft unterstützt wird.

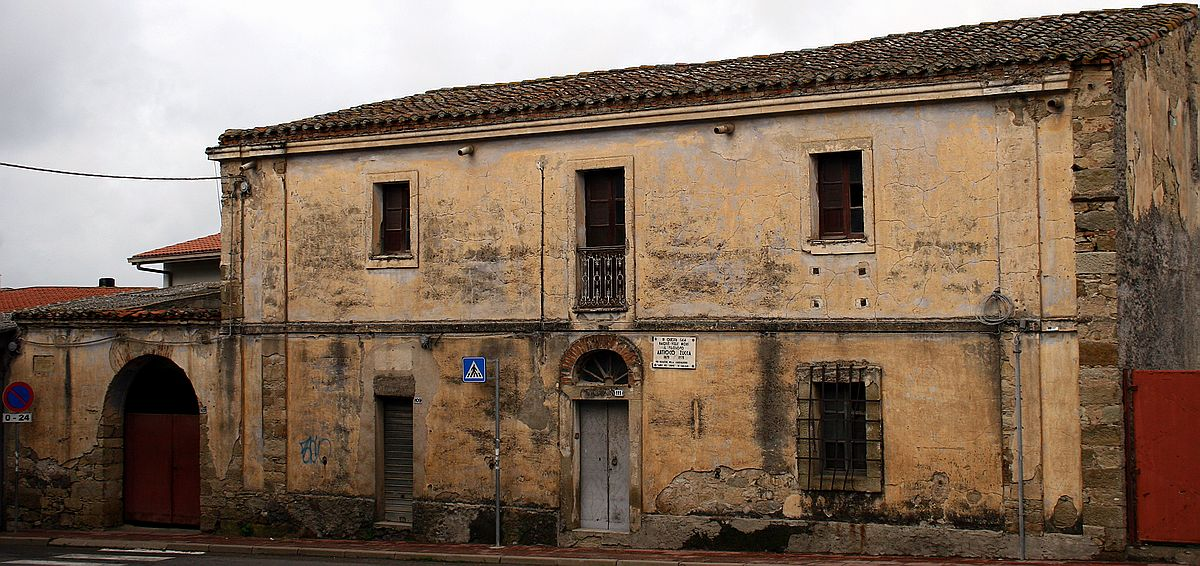
Das Geburtshaus von Antioco Zucca nahe dem Zentrum von Villaurbana wurde etwa 1860 erbaut.

## Persönlichkeiten
Der Philosoph Antioco Zucca wurde 1870 in Villaurbana geboren und verstarb 1960 in seinem Geburtshaus. 